# Hazuki Ikeda
Hazuki Ikeda (jap. 池田 葉月, Ikeda Hazuki; * 20. August 2005 in Rankoshi, Hokkaidō) ist eine japanische Nordische Kombiniererin.

## Werdegang
Ikeda wurde 2021 in Sapporo japanische Vizemeisterin. Bei ihrem internationalen Debüt am 18. Februar 2022 in Eisenerz hat sie den 20. Platz im Continental Cup belegt. Bei den Nordischen Junioren-Skiweltmeisterschaften 2022 in Zakopane lief Ikeda auf den sechsten Platz. Zum Saisonabschluss debütierte sie in Schonach im Weltcup. Dabei wurde sie Achte und Elfte. In der Gesamtweltcupwertung belegte sie den 23. Platz. Bei den Nordischen Junioren-Skiweltmeisterschaften 2023 in Whistler wurde sie Achte. Ein Jahr später lief sie bei den Nordischen Junioren-Skiweltmeisterschaften 2024 in Planica auf den siebten Platz. Zudem wurde sie gemeinsam mit Yuzuka Fujiwara Junioren-Weltmeisterin im Teamsprint und gewann gemeinsam mit Kyotoro Yamazaki, Yuzuka Fujiwara und Atsushi Narita Silber im Mixed-Team. Mitte Februar 2024 erreichte sie in Eisenerz den siebten und sechsten Platz im Continental Cup. Ikeda trat im Februar 2025 bei ihren vierten Nordischen Junioren-Skiweltmeisterschaften an. Dabei gewann sie in Lake Placid Bronze im Mixed-Team. Im Einzel wurde sie Neunte. Den Teamsprint beendete sie gemeinsam mit Yuzuka Fujiwara auf dem neunten Platz.

## Statistik

### Weltcup-Platzierungen
| Saison  | Platz | Punkte |
| ------- | ----- | ------ |
| 2021/22 | 23.   | 056    |

### Continental-Cup-Platzierungen
| Saison  | Platz | Punkte |
| ------- | ----- | ------ |
| 2021/22 | 29.   | 027    |
| 2023/24 | 22.   | 107    |